# Liste deutscher Bezeichnungen spanischer Orte
In dieser Liste werden spanischen Endonymen (Eigennamen von Orten und anderen geografischen Merkmalen) deren deutsche Bezeichnungen (Exonyme) vorangestellt.
- A
  - Affenfelsen: Peñón de Gibraltar
  - Andalusien: Andalucía
  - Aragonien: Aragón
  - Asturien: Asturias

- B
  - Balearische Inseln (Balearen): Islas Baleares (span.), Illes Balears (kat.)
  - Baskenland: País Vasco (span.), Euskadi (bask.)
  - Bizkaia: Vizcaya (span.), Bizkaia (bask.)
  - Golf von Biskaya: Golfo de Vizcaya (span.), Bizkaiko golkoa (bask.)

- G
  - Galicien: Galicia

- K
  - Kanarische Inseln (Kanaren): Islas Canarias
  - Kantabrien: Cantabria
  - Kastilien: Castilla
  - Katalonien: Cataluña (span.), Catalunya (kat.)

- P
  - Pyrenäen: Pirineos (span.), Pirineus (kat.), Pirinioak oder Auñamendiak (bask.)

- S
  - Saragossa: Zaragoza

- T
  - Teneriffa: Tenerife